# ألفريد فوكس
ألفريد فوكس (بالألمانية: Alfred Fuchs)‏ (و. 1870 – 1927 م) هو عالم نبات، وطبيب نفسي، وطبيب أعصاب من النمسا . ولد في براغ .
توفي في فيينا ، عن عمر يناهز 57 عاماً.